# Arras-sur-Rhône
Arras-sur-Rhône là một xã ở tỉnh Ardèche, vùng Auvergne-Rhône-Alpes ở đông nam nước Pháp.